# Sudići (Čajniče, BiH)
Sudići su naseljeno mjesto u općini Čajniču, Republika Srpska, BiH.

## Stanovništvo
Nacionalni sastav stanovništva 1991. godine, bio je sljedeći:
| Narod     | Broj stanovnika |
| --------- | --------------- |
| Muslimani | 59              |
| Ukupno    | 59              |